# Rắn khiếm Côn Đảo
Rắn khiếm Côn Đảo (danh pháp hai phần: Oligodon condaoensis) là một loài rắn khiếm thuộc họ Colubridae, công bố trên tạp chí Zootaxa số 4139, phần 2 ngày 20/7/2016. Đây là một loài rắn đặc hữu của quần đảo Côn Đảo.

## Phát hiện và đặt tên
Rắn khiếm côn đảo được phát hiện tại vườn quốc gia côn đảo thuộc tỉnh Bà Rịa - Vũng Tàu.

## Mô tả
Rắn khiếm côn đảo có chiều dài trung bình vào khoảng 60 cm, có sọc đen hoặc sọc mờ dọc theo thân, bụng có màu trắng. Rắn khiếm côn đảo là một loài rắn không có độc, chúng  hoạt động vào ban ngày.

## Phân bố
Rắn khiếm côn đảo phân bố tại khu vực của Quần đảo Côn đảo, thuộc tỉnh Bà Rịa - Vũng Tàu, Việt Nam.